# Haliplus apicalis
Haliplus apicalis is een keversoort uit de familie watertreders (Haliplidae). De wetenschappelijke naam van de soort is voor het eerst geldig gepubliceerd in 1868 door Carl Gustaf Thomson.